# Burton Phillips
Pour les articles homonymes, voir Phillips.
Burton Earnest "Whitey" Phillips est né le 20 mai 1912 à Topeka, dans le Kansas, aux États-Unis et est décédé le 28 juin 1999 à Yates Center, également dans le Kansas. Ce criminel américain, condamné à la prison à perpétuité, pour braquage de banque et kidnapping, a été incarcéré aux pénitenciers de Leavenworth de 1935 à 1937 puis d'Alcatraz, de 1937 à 1952, date à laquelle il a été libéré sur parole.

## Biographie
Burton Earnest Phillips est né le 20 mai 1912, à Topeka dans le Kansas, aux États-Unis.
En février 1935, il braque la Chandler Bank de Lyons, dans le Kansas. Il a pris en otage le caissier et son assistant et s'est enfui avec un complice dans une voiture volée.
Il est peu de temps après arrêté et condamné à la prison à perpétuité. Phillips a d'abord été incarcéré au pénitencier de Leavenworth pour y purger sa peine. Il y planifia, sans succès, une tentative d'évasion consistant à maîtriser le shérif (qui était également directeur de la prison) et de lui prendre ses armes pour partir braquer d'autres banques.
Le 26 octobre 1935, étant considéré comme un dangereux criminel, Philipps est transféré au pénitencier fédéral d'Alcatraz. En 1937, dans la salle à manger de la prison, Phillips a attaqué par derrière le directeur du pénitencier, James A. Johnston, au sujet de la répression d'une grève des travailleurs de la prison par ce dernier. Face à cette attaque, Johnson a battu Phillips jusqu'à réussir à la maîtriser.
Le 12 janvier 1952, Burton Phillips est libéré sur parole. Il est décédé à Yates Center, dans le comté de Woodson au Kansas le 28 juin 1999 à 87 ans et son corps a été incinéré.